# Kamion Mały
Kamion Mały [ˈkamjɔn ˈmawɨ] est un village polonais de la gmina de Młodzieszyn dans le powiat de Sochaczew et dans la voïvodie de Mazovie.
Il se situe à environ 8 kilomètres au nord de Młodzieszyn, à 16 kilomètres au nord-ouest de Sochaczew et à 56 kilomètres à l'ouest de Varsovie.